# Escuela de Buceo de la Armada
La Escuela de Buceo de la Armada es un centro de formación de la Armada Española que se encarga del adiestramiento de efectivos en los cuerpos especialistas de buceadores. Actualmente, por Orden de Defensa 1304/18 de 27 de noviembre de 2018, se denomina Escuela Militar de Buceo. 

## Historia
El 24 de julio de 1922, por orden del rey Alfonso XIII se crea en la base de submarinos de Cartagena una escuela de buzos con equipos. Al año siguiente importaría la primera cámara de descompresión (de marca inglesa) y una nueva barcaza auxiliar de buzos, el Kanguro.
Durante el primer tercio del siglo XX, los aproximadamente 34 buzos que formaron parte de la escuela dieron unos beneficios destacables al conocimiento y valía de la institución gracias a las tareas de reflotación de buques llevadas a cabo tras la guerra civil.
Gracias a esos trabajos, en 1942 se reorganiza el cuerpo de buzos recibe más beneficios y se permite la implementación de efectivos adscritos desde el ámbito civil, esta medida hará que en 1946 se le tenga que dejar un nuevo muelle al cuerpo de buzos debido a que el antiguo se queda pequeño.
Durante el segundo tercio del siglo, el buceo a nivel mundial tiene un gran avance, lo que en España se plasma con un nuevo reglamento bastante completo para el buceo tanto civil como militar. Es durante este tiempo que se empiezan a adiestrar a algunas tropas de buceo en tácticas de combate en este campo.
En el último tercio de siglo, se crea el centro de buceo de la armada (1970) que se dedicará a la refusión del buceo civil y militar y a la participación en proyectos de investigación.

## Función
La función principal de la Escuela de Buceo de la Armada es la preparación de buceadores de combate y buzos de salvamento. También se dedican a los proyectos de investigación.